# 까마귀 기르기
까마귀 기르기(Cria Cuervos, Cria!)는 스페인에서 제작된 카를로스 사우라 감독의 1976년 드라마 영화이다. 제랄딘 채플린 등이 주연으로 출연하였고 카를로스 사우라 등이 제작에 참여하였다.

## 출연

### 주연
- 제랄딘 채플린
- 모니카 랜들
- 플로린다 치코

### 조연
- 아나 토렌트
- 헥터 엘터리오
- 저먼 코보스
- 미르타 밀러